# Allium hippocraticum
Allium hippocraticum — вид квіткових рослин з підродини цибулевих (Allioideae). Ендемік Греції.

## Таксономія
У рамках таксономічних досліджень Allium sect. Codonoprasum середземноморської флори виявлено помітну морфологічну мінливість роду й описано нові для науки види, серед яких A. hippocraticum. Вшановується Гіппократ, батько медицини, який народився на Косі бл. 460 рік до нашої ери.

## Біоморфологічна характеристика
Цибулина еліпсоїдна, 13–16 × 9–11 мм, зовнішні оболонки сірувато-білі. Стебло прямовисне, голе, 18–25 см заввишки, зазвичай на 1/2–2/3 загальної довжини вкрите листковими піхвами. Листків 4–5, довших за суцвіття, суцільно густо запушених, пластина напівциліндрична, ребриста, до 24 см завдовжки. Суцвіття нещільне, 4–5 см в діаметрі, з 25–35 квітками. Обгортки суцвіття нерівні й довші за нього, з придатком густо запушеним. Оцвітина дзвінчата, 5 мм завдовжки, листочки оцвітини рівні, еліптичні, 2.2 мм завширшки, зелено-коричневі, смугасті темно-коричневі, середня жилка зелена, гладкі й тупі на верхівці. Тичинки з простими й майже рівними нитками, повністю багряними; пиляки білуваті. Коробочка тристулкова, кулясто-обернено-яйцювата, 4 × 4 мм. 2n = 2x = 16. Цвіте з кінця червня до початку липня.

## Поширення
Цей вид був зібраний на острові Кос (архіпелаг Додеканісос), де він досить рідкісний. Населення було обстежено поблизу Кефалоса, невеликого містечка, розташованого на заході острова, переважно росте на луках.